# Tapio Heikkilä
Tapio Heikkilä (Espoo, 8 april 1990) is een Fins voormalig voetballer die doorgaans speelde als centrale verdediger. Tussen 2008 en 2021 was hij actief voor FC Honka, HJK Helsinki, IK Start, Sandnes Ulf en opnieuw FC Honka. Heikkilä maakte in 2014 zijn debuut in het Fins voetbalelftal en kwam uiteindelijk tot drie interlandoptredens.

## Clubcarrière
Heikkilä komt uit de jeugdopleiding van FC Honka, de profclub uit zijn geboorteplaats Espoo. Bij die club brak hij in 2008 door in het eerste elftal en op 15 mei van dat jaar maakte hij zijn debuut. Op die dag werd er met 7–0 gewonnen van FC Haka Valkeakoski. In de tweede helft mocht Heikkilä invallen. In februari 2013 keerde hij FC Honka de rug toe en trok hij transfervrij naar HJK Helsinki, waar hij direct veel aan spelen toekwam. Begin 2016 tekende de Fin een contract bij IK Start. Na twee seizoenen maakte de verdediger binnen Noorwegen een transfer naar Sandnes Ulf. In januari 2020 trok zijn oude club FC Honka de verdediger transfervrij aan, voor twee seizoenen. In januari 2022 besloot Heikkilä op eenendertigjarige leeftijd een punt te zetten achter zijn actieve loopbaan.

## Interlandcarrière
Heikkilä maakte op 21 mei 2014 zijn debuut in het Fins voetbalelftal. Op die dag werd met 2–2 gelijkgespeeld tegen Tsjechië. Teemu Pukki maakte twee doelpunten en de tegentreffers kwamen van Matěj Vydra en Josef Hušbauer. Heikkilä mocht van bondscoach Mika-Matti Paatelainen één minuut voor tijd invallen voor Juhani Ojala. De andere debutanten dit duel waren Tero Mäntylä (Ludogorets) en Tim Väyrynen (Borussia Dortmund).
| Interlands van Tapio Heikkilä voor Finland | Interlands van Tapio Heikkilä voor Finland | Interlands van Tapio Heikkilä voor Finland | Interlands van Tapio Heikkilä voor Finland | Interlands van Tapio Heikkilä voor Finland | Interlands van Tapio Heikkilä voor Finland |
| №                                          | Datum                                      | Wedstrijd                                  | Uitslag                                    | Competitie                                 | Goals                                      |
| Als speler bij HJK Helsinki                | Als speler bij HJK Helsinki                | Als speler bij HJK Helsinki                | Als speler bij HJK Helsinki                | Als speler bij HJK Helsinki                | Als speler bij HJK Helsinki                |
| ------------------------------------------ | ------------------------------------------ | ------------------------------------------ | ------------------------------------------ | ------------------------------------------ | ------------------------------------------ |
| 1                                          | 21 mei 2014                                | Finland – Tsjechië                         | 2 – 2                                      | Vriendschappelijk                          |                                            |
| Als speler bij IK Start                    |                                            |                                            |                                            |                                            |                                            |
| 2                                          | 10 januari 2016                            | Zweden – Finland                           | 3 – 0                                      | Vriendschappelijk                          |                                            |
| 3                                          | 13 januari 2016                            | Finland – IJsland                          | 0 – 1                                      | Vriendschappelijk                          |                                            |

## Erelijst
| Competitie    |          |            |          |          |
| Competitie    | Aantal   | Jaren      |          |          |
| FC Honka      | FC Honka | FC Honka   | FC Honka | FC Honka |
| ------------- | -------- | ---------- | -------- | -------- |
| Suomen Cup    | 1        | 2012       |          |          |
| HJK Helsinki  |          |            |          |          |
| Veikkausliiga | 1        | 2013, 2014 |          |          |
| Suomen Cup    | 1        | 2014       |          |          |